# EITB Musika
EITB Musika est une station de radio publique basque appartenant au groupe EiTB, entreprise de radio-télévision dépendant du gouvernement autonome du Pays Basque (Euskadi). De format « jeunesse », à l'instar de son homologue Gaztea, cette station musicale s'adresse plus spécifiquement aux jeunes adultes.

## Histoire et présentation
EITB Musika est créée au mois de juin 2001, ce qui en fait la plus jeune station de radio du groupe EiTB. Émettant en basque, elle axe sa programmation sur la musique, mais aussi la culture, à travers des conférences, des débats, des tables rondes, sans oublier la retransmission de certains festivals en Euskadi.
EITB Musika émet en modulation de fréquence (FM) en fréquence 90.9 FM pour la France, sur la TDT (télévision numérique terrestre espagnole), ainsi que sur internet, via le site de EiTB.

### Sources
- (es) Cet article est partiellement ou en totalité issu de l’article de Wikipédia en espagnol intitulé « EITB Musika » (voir la liste des auteurs).